# پترو بورل
پترو بورل (به فرانسوی: Petrus Borel) نویسنده، شاعر و مترجم قرن نوزدهم میلادی اهل فرانسه است.